# 샤말라 고팔란
샤말라 고팔란(Shyamala Gopalan  (1938년 12월 7일 ~ 2009년 2월 11일)은 로렌스 버클리 국립 연구소의 생물의학 과학자로 프로게스테론 수용체 유전자를 분리하고 특성화한 연구로 유방 생물학과 종양학 분야에 기여하였다. 카말라 해리스( 캘리포니아 전 법무장관 이자 미국 부통령된 상원의원)와 변호사 및 정치 평론가 마야 해리스의 어머니이다.

## 초기 생애와 학력
샤말라 고팔란은 1938년 12월 7일 영국령 인도 마드라스 주 마드라스(현재 인도 타밀나두 첸나이)에서 태어났다. 그녀의 아버지 PV 고팔란은 공무원으로, 어머니 라잠과 함께 마드라스 주 마나르구디 근처의 작은 마을 출신이었다. 고팔란은 속기사로 직업 생활을 시작했으며, 이후 제국 비서실과 중앙 비서실을 거치며 승진하면서 몇 년마다 가족과 함께 마드라스(현재의 첸나이), 뉴델리, 봄베이(현재의 뭄바이), 캘커타(현재의 콜카타)로 이사했다.
고팔란과 라잠은 중매로 결혼했지만, 그들의 자녀 교육에는 상당히 자유로운 태도를 보였다. 이로 인해 샤말라와 그 형제들은 비교적 자유롭고 독특한 삶을 살 수 있었다. 샤말라는 카르나틱 음악에 재능을 보였으며, 10대 시절에는 전국 대회에서 우승하는 성과도 거두었다.
고팔란은 델리에 있는 MEA 학교에 다니며 1955년에 고등 중등 교육 수료증을 받았다. 이후 델리대학교 레이디 어윈 대학에서 가정과학 학사 학위를 취득했다. 그러나 고팔란의 아버지는 가정과학 과목이 그녀의 잠재력에 맞지 않는다고 생각했고, 어머니는 그녀가 의학, 공학 또는 법학에서 경력을 쌓기를 바랐다.
1958년, 19세의 샤말라는 예상치 못하게 캘리포니아 대학교 버클리에서 영양학과 내분비학 석사 과정에 지원하여 합격했다. 부모님은 은퇴 저축의 일부를 사용해 첫 해 동안 샤말라의 수업료와 숙박비를 지원했다. 당시 집에는 전화선이 없었기에 그녀가 미국에 도착한 후 가족은 항공 우편으로 연락을 주고받았다.
1964년 샤말라는 캘리포니아 대학교 버클리에서 영양학과 내분비학 박사 학위를 받았으며, 리처드 L. 라이먼 교수의 지도 아래 통밀가루에서 트립신 억제제의 분리 및 정제라는 제목의 논문을 제출했다.

## 경력
샤말라 고팔란은 캘리포니아 대학교 버클리의 생리학과와 암 연구소에서 연구를 수행했다. 이후 일리노이 대학교 어바나-샴페인과 위스콘신 대학교에서 유방암 연구원으로 활동하며 유방암 연구에 기여했다. 고팔란은 캐나다의 레이디 데이비스 의학 연구소와 맥길 대학교 의과대학에서 16년 동안 연구를 이어갔다.
고팔란은 미국 국립보건원(NIH)의 심사위원으로, 연방 자문위원회의 현장 방문팀 멤버로 활동하며 다양한 연구 평가와 자문 역할을 수행했다. 또한 대통령의 유방암 특별위원회에서 위원으로 활동했다. 고팔란은 자신의 연구실에서 수십 명의 학생을 멘토링하며 후학 양성에 힘썼고, 마지막 10년 동안은 로렌스 버클리 국립 연구소에서 연구 활동을 이어갔다.

### 연구
고팔란의 연구는 유방암 과 관련된 호르몬에 대한 지식의 발전을 가져왔다.  쥐에서의 프로게스테론 수용체 유전자의 분리 및 특성화 연구는 유방 조직의 호르몬 반응성에 관한 연구를 변화시켰다.

## 개인 생활
1962년 가을, 캘리포니아 대학교 버클리에서 열린 아프로 미국 협회 모임에서 자메이카 출신의 경제학 대학원생이였던 도널드 J. 해리스를 만났다. 현재 스탠포드 대학의  명예교수인 도널드 해리스는 당시 같이 계속 이야기를 나눴던 일화를 회상했다. 1963년, 두 사람은 처가 부모께 신랑을 미리 소개하거나 처가에서 결혼식을 올리는 전통을 따르지 않고 결혼했다.
1960년대 후반, 고팔란과 해리스는 당시 4~5세였던 큰딸 카말라와 두 살 어린 딸 마야를 데리고 신생독립국이였던 아프리카 잠비아로 해리스의 자문 업무를 위해 갔다. 1970년대 초 샤말라와 도널드가 이혼한 후, 샤말라는 은퇴 후 첸나이에 머물고 있는 부모님을 보기 위해 딸들과 함께 여러 차례 인도를 방문했다.
고팔란의 자녀들이 유년 시절에 자메이카에 친가에서 아버지쪽 친척을 방문하기도 했다.
카말라 해리스의 몬트리올 고등학교 친구인 완다 카간은 자신이 의붓아버지에게 성추행을 당하고 있다고 고백했을 때, 고팔란이 그녀의 마지막 학년 동안 자신들과 함께 지내도록 적극 권했다고 회상했다. 고팔란은 완다가 가족으로부터 독립해 자립할 수 있도록 필요한 지원 시스템을 탐색하는 데 도움을 주며 그녀의 안전과 복지를 위해 적극적으로 지원했다.

## 사망
2009년 2월 11일 캘리포니아 오클랜드 시에서 대장암으로 70세에 사망했다. 시신을 Breast Cancer Action이라는 단체에 기부하였다.  유해를 인도 반도 남동쪽 해안에 있는 첸나이 로 운반해 인도양 바다에 뿌려졌다.